# Baptistère de Portbail
Le baptistère de Portbail est un baptistère paléochrétien du IVe ou Ve siècle dont les vestiges se dressent sur l'ancienne commune française de Portbail, dans le département de la Manche en région Normandie. L'édifice est classé au titre des monuments historiques.

## Localisation
Les vestiges du baptistère sont situés au lieu-dit du clos Michel, non loin du collège André-Miclot, sur le terre-plein en arrière de la mairie de Portbail, au sein de la commune nouvelle de Port-Bail-sur-Mer, dans le département français de la Manche.

## Historique

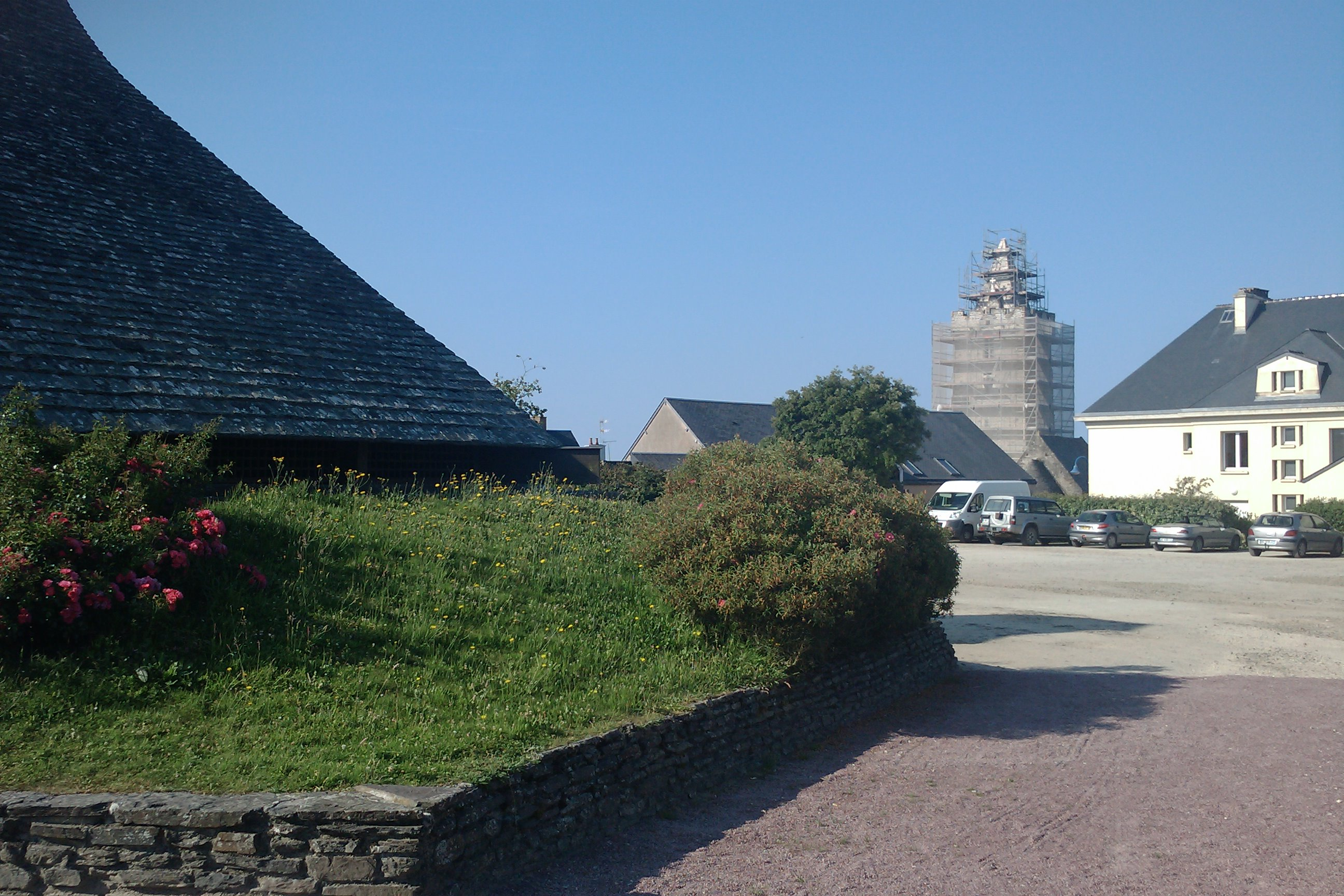
L'église Notre-Dame située à proximité.

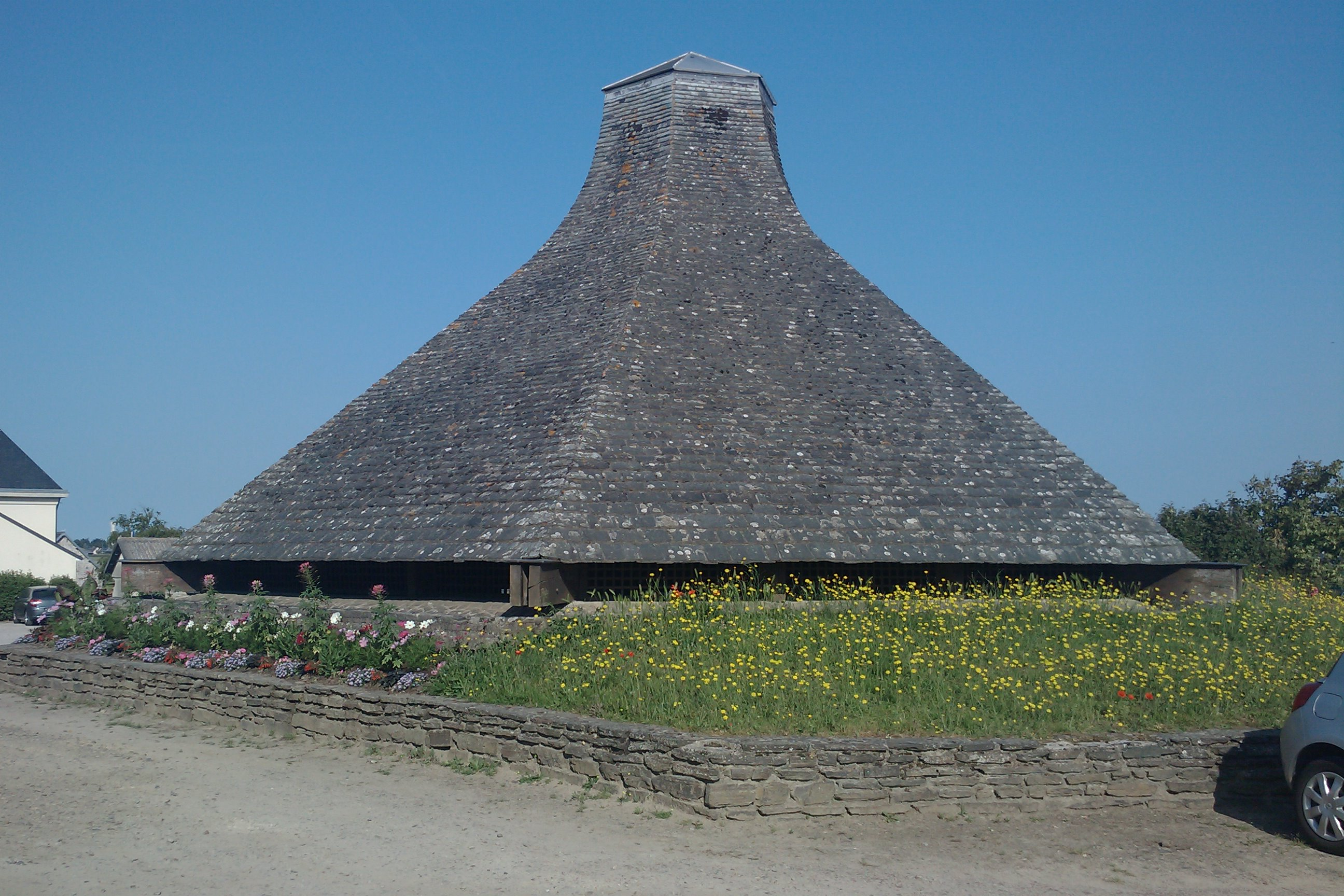
Vue de la structure protégeant le baptistère.

À l'époque de sa construction à une quinzaine de mètres à l'ouest du fanum, dont les vestiges des fondations ont été découverts en 1999 lors de fouilles supervisées par François Caligny Delahaye, ce dernier était encore en élévation. Le tracé du canal d'évacuation de l'eau de la piscine baptismale ayant été infléchie afin de longer le mur sud de la galerie du sanctuaire.
Cet ensemble a laissé place dans la seconde moitié du VIIe siècle à un cimetière où furent découverts de nombreux sarcophages en calcaire et au milieu de celui-ci une chapelle funéraire sous le vocable de saint Michel, le « peseur d'âmes ». La chapelle est détruite après 1697 et le cimetière est définitivement fermé en 1910. On a également construit sur les vestiges du baptistère une poudrière.
Les vestiges du baptistère paléochrétien, découverts en 1956 lors de travaux pour l'école primaire, ont fait l'objet de plusieurs campagnes de fouilles archéologiques menées par Michel de Boüard et Christian Pilet, entre 1956 et 1978. En 1998, une nouvelle étude archéologique a été menée dans le cadre d'un projet de restructuration du bâtiment qui le protégeait, réalisé par les Beaux-Arts en 1977.
Cette découverte soulève une question : comment expliquer la présence d'un baptistère à Portbail. On sait que ce type de bâtiment est généralement construit près d'une église-cathédrale, car le baptême, des adultes à l'époque, relevait de l'évêque. Deux hypothèses sont avancées. L'une par François Fichet de Clairfontaine qui suggère que l'évêque de Coutances avait ici une résidence, sachant qu'il n'y avait pas d'évêque à Portbail ; l'autre avancée par Julien Deshayes, que nous serions en présence d'un baptistère monastique dans l'hypothèse où il aurait existé ici une abbaye datant d'avant les invasions scandinaves et réactivée après celles-ci. Dans la donation de Richard III à son épouse en 1026, il est employé le terme d'abbatia, faisant partie du domaine ducal et donné en dot à Adèle de France. Des fouilles pratiquées à Meysse et à Roanne ont mis au jour deux baptistères hors d'une cité épiscopale.

## Description

Plan et matériaux utilisés lors de la construction du baptistère.

Les fouilles pratiquées ont permis de dresser le plan de l'édifice et de ses aménagements et de reconnaître plusieurs inhumations en sarcophage. 
Il ne subsiste du baptistère que la partie basse des murs extérieurs, la piscine baptismale et les canalisations d'adduction et d'évacuation d'eau.
L'édifice est de plan hexagonal concentrique, dont la longueur des murs varie à l'extérieur de 4,80 à 5,20 mètres. Il est doté à l'ouest de deux absidioles qui encadrent la porte d'entrée et le vestibule. La piscine baptismale, hexagonale également, située au centre de l'édifice, est quant à elle profonde de 60 centimètres et la longueur de ses côtés varie à l'extérieur de 1,20 à 1,50 mètre. Elle était recouverte de dalles de schiste bleu, provenant de la région, et était alimentée en eau par une canalisation venant du sud-est.
C'est le seul baptistère de plan hexagonal daté du Ve siècle, trouvé, à ce jour, au nord de la Loire.

## Protection
Le baptistère et son terrain sont classés au titre des monuments historiques par arrêté du 1er juillet 1958.